# Victor Parizot
Pour les articles homonymes, voir Parizot.
Victor Parizot né le 8 septembre 1819 à Bordeaux et mort à Paris 10e le 26 mars 1866 est un compositeur de musique français. 

## Biographie
Avec Ernest Bourget et Paul Henrion, il est un des fondateurs en 1851 de la SACEM (Société des auteurs, compositeurs et éditeurs de musique).
À sa mort, on a transporté son corps dans sa ville natale, où ont eu lieu ses obsèques.

## Œuvres
- Appartement à louer, scène populaire, paroles d’Ernest Bourget, 1841.
- Les Diners parisiens, paroles d’Ernest Bourget, 1841.
- La Mouche du tambour-major, scène populaire, paroles d’Ernest Bourget et Numa Armand[2], 1841.
- La mère Michel aux Italiens, chanson, paroles d’Ernest Bourget, 1845.
- Tom Pouce et les peaux-rouges, chanson, paroles d’Ernest Bourget, 1845.
- Le Cabinet de lecture, chanson, paroles d’Ernest Blum, 1845.
- Le Diorama mythologique, chanson, paroles de Gustave Sauvey, 1845.
- François les Bas-Bleus, chansonnette, paroles d’Henri Lefort, 1848.
- Je suis enrhumé du cerveau, scène comique, paroles de Fabrice Labrousse, 1848.
- La Pie du quartier latin, paroles d’Ernest Bourget, 1848.
- Le Voyage en Californie, ou les Chercheurs d’or, paroles d’Ernest Bourget, 1849.
- Clampin en Chine, scène comique de Jules Moinaux, 1849.
- Alda, canzonetta, paroles d’Ernest Bourget, 1850.
- Par-ci, par-là, chansonnette, paroles d’Ernest Bourget, 1850.
- La Question d’Orient, à-propos vaudeville mêlé de couplets de Jules Moinaux, 1850.
- L’Agent dramatique, scène comique, paroles de Gustave Sauvey, 1851.
- Les Cris de Paris, grande valse imitative pour le piano avec chant, paroles et musique de Victor Parizot, 1852.
- Parodie de Lucie, paroles d’Ernest Bourget, 1852.
- Mosié l’Bambou, chanson créole, paroles de Marc Constantin, 1852.
- Le Tambour du village, paroles de Charles Letellier, 1852.
- J’suis donc pas amoureux, chanson, paroles de Francis Tourte, 1863.
- Tout ce qu’on perd, chanson, paroles de Francis Tourte, 1863.
- La Mère des toqués, chanson, paroles de Francis Tourte, 1863.
- Les Fées du Jardin Mabille, quadrille composé par Pilodo[3], arrangé pour le piano par Victor Parizot, [s.d.]